# Cheerleaderki ninja
Cheerleaderki ninja (ang. Ninja Cheerleaders) – amerykańska komedia z 2008 roku w reżyserii Davida Presleya.

## Opis fabuły
Przyjaciółki April (Ginny Weirick), Courtney (Trishelle Cannatella) i Monica (Maitland McConnell) właśnie skończyły liceum. Nikt nie wie, że dziewczyny są mistrzyniami sztuki walki. Teraz muszą ocalić swojego mistrza Hiroshi, który został porwany przez bossa mafii Victora Lazzaro i jego dziewczynę Kinji.

## Obsada
- Ginny Weirick jako April
- Trishelle Cannatella jako Courtney
- Maitland McConnell jako Monica
- George Takei jako Hiroshi
- Michael Paré jako Victor Lazzaro
- Natasha Chang jako Kinji

i inni